# Пятнистогрудая веерохвостка
Пятнистогрудая веерохвостка (лат. Rhipidura maculipectus) — вид воробьиных птиц из семейства веерохвостковых. Обитает в Новой Гвинее и на островах Ару.
Международный союз охраны природы (IUCN) присвоил виду охранный статус LC — «виды, вызывающие наименьшие опасения».

## Описание
Средних размеров (18-19 см длиной и 18-19 г весом) длиннохвостая птица. Характеризуется черноватым оперением c белыми пятнами на груди, крыльях и кончике хвоста, белым пятном сбоку на горлышке и короткой белой полосой — «бровью» над глазом. Хвост часто вздернут и распущен веером. Радужная оболочка — тёмно-коричневая, клюв чёрный, снизу — розоватый. Самка похожа на самца, но менее пятнистая и с более бледным брюшком. Молодые особи — полностью сажисто-чёрные, за исключением нечеткого белого надглазничного пятна и белых кончиков на хвостовых перьях.
Похожа на белогрудую веерохвостку (лат. R. leucothorax), но последняя отличается белой грудкой, что отражено и в названии птицы — как в русском (белогрудая), так и на английском: англ. White-bellied thicket fantail. Этот вид схож и с пестрогрудой веерохвосткой (лат. R. threnothorax) от которой отличается белым кончиком хвоста.

## Места обитания и поведение
Большая часть веерохвосток — хорошие летуны, и некоторые виды могут совершать длительные миграции. Но пятнистогрудая веерохвостка (лат. R. maculipectus) относится к менее приспособленным к полёту видам, представители которых обитают в зарослях и способны только на небольшие перелёты.
Этот вид — обитатель низинных болотистых лесов и мангровых зарослей. Очень скрытные и незаметные птицы.
Как и остальные веерохвостки — насекомоядны. Охотятся на нижних ярусах — в 1-2 м от земли. Ловят насекомых в полете, бросками с низкого насеста.
Голос, нарастающая, звенящая, металлическая песня, за которой следует звук, схожий с «ви-чув!».